# Ivo Goldstein
Ivo Goldstein (Zagreb, 16. ožujka 1958.), hrvatski povjesničar i diplomat židovskog podrijetla.

## Životopis

### Mladost i obrazovanje
Goldsteinovi preci doselili su u Hrvatsku iz Erdelja još u 19. stoljeću, najprije u Karlovac, u kojem su, s prekidima, živjeli do polovice 20. stoljeća i bavili se knjižarskom djelatnošću. Ivo Goldstein rođen je 1958. godine u Zagrebu u obitelji Slavka i Vere. Osnovnu školu i Klasičnu gimnaziju svršio je u Zagrebu gdje je, 1976. godine, upisao studij povijesti na Filozofskom fakultetu. Studij je svršio 1979. godine i od sljedeće godine radi na Odsjeku za povijesti Filozofskog fakulteta do umirovljenja 2023. godine.

### Historiografski i pedagoški rad
Godine 1984. magistrirao je radnjom pod naslovom Historiografski kriteriji Prokopija iz Cezareje. Usavršavao se u Parizu na Visokoj školi društvenih znanosti, u Ateni, te kasnije na Institutu "Imre Kertész Kolleg" u Jeni. Doktorirao je 1988. godine na Filozofskom fakultetu Sveučilišta u Beogradu radnjom pod naslovom Bizant na Jadranu od Justinijana I. do Bazilija I. (6-9. stoljeće). Iste godine postaje docent, 1996. godine izvanredni, te 2001. godine redovni profesor. Predaje i na poslijediplomskom studiju matičnog fakulteta, a od 1990. godine i Interuniverzitetskog centra u Dubrovniku. Bio je pročelnik odsjeka za povijest i predstojnik Zavoda za hrvatsku povijest Filozofskog fakulteta. Bio je gost predavač na fakultetima u Osijeku, Puli, Mostaru i Rijeci. Predavao je i na Diplomatskoj akademiji Ministarstva vanjskih poslova RH. Bio je voditelj projekata "Hrvatska povijest u ranom srednjem vijeku" i "Židovski biografski leksikon", te suradnik na projektima "Hrvatska povijest - sinteze" Nikše Stančića i "Hrvatska povijest 1102. – 1526." Tomislava Raukara. Također je jedan od utemeljitelja i prvi predstojnik katedre za judaistiku zagrebačkog Filozofskog fakulteta.
U početku se bavio bizantologijom i hrvatskom poviješću srednjega vijeka, ponajprije ranim srednjim vijekom, kao i poviješću Židova u Hrvatskoj, a od sredine devedesetih godina bavi se hrvatskom poviješću 20. stoljeća.
Bio je predsjednikom Židovske vjerske zajednice "Bet Israel" sa sjedištem u Zagrebu. Od 2012. do 2017. bio je veleposlanik Republike Hrvatske u Republici Francuskoj. Oženjen je i otac dvije kćeri.

## Djela
Goldstein je autor je više od stotinu znanstvenih i stručnih radova objavljenih u zemlji i inozemstvu. Urednikom je većeg broja izdanja Zavoda za hrvatsku povijest Filozofskog fakulteta u Zagrebu, Židovske općine Zagreb i nakladničke kuće Novi Liber. Napisao je više scenarija za televiziju, povremeno surađuje kao kolumnist i na druge načine u raznim medijima u Hrvatskoj i inozemstvu. Od 1994. godine jednim je od urednika godišnjaka Radova Zavoda za hrvatsku povijest. Od 1992. do 1997. bio je članom Predsjedništva Društva za hrvatsku povjesnicu. Sudionik je brojnih znanstvenih skupova u zemlji i inozemstvu. Prevodi s engleskoga jezika.
Značajnija djela kojima je Ivo Goldstein autor, suautor ili urednik su:
- Bizant na Jadranu (1992.)[12][13][14]
- Hrvatski rani srednji vijek (1995.)[15][16]
- Kronologija - Hrvatska - Europa - svijet (1996.)[17][18]
- Rječnik stranih riječi (1999.)
- Holokaust u Zagrebu (2001.)[19]
- Hrvatski enciklopedijski rječnik (2002.)
- Hrvatska povijest (2003.)[20][21]
- Židovi u Zagrebu 1918-1941. (2004.)[22][23]
- Europa i Sredozemlje u srednjem vijeku (2006.)[24][25]
- Povijest zagrebačke Klasične gimnazije: (1607. – 2007.) (2007.)[26][27]
- Hrvatska 1918-2008.(2008.)[28][29][30]
- Dvadeset godina samostalne Hrvatske (2010.)[31][32]
- Jasenovac i Bleiburg nisu isto (2011.)[33][34][35]
- Zagreb 1941. – 1945. (2011.)[36]
- Tito (2015.)[37]

## Ocjene

### Kao povjesničar
Goldsteinov mentor Miroslav Brandt opisao je u svojoj knjizi Život sa suvremenicima Goldsteinov rad:
Pokazalo se da temu dubinski uopće ne razumije, ali se veoma mnogo trudio da u časopisima objavljuje sitne priloge, da bi imao (kako bi sam govorio) što više publiciranih naslova. Neke od njih pokazivao mi je unaprijed, a kod jednog od njih ustanovio sam da u bilješkama navodi ne samo pisce i djela koje nije pročitao, nego i pisce koji ne postoje niti su ikada postojali. Na moj prigovor odgovorio je: ‘Tako to rade svi, pa zašto ne bih i ja!’ To mi je toga čovjeka razotkrilo do kraja kao pripravna na falsificiranje i znanstveno nepoštenje, i ja sam digao ruke od njegova daljega znanstvenog razvitka.
Neven Budak u recenziji Goldsteinove knjige Hrvatski rani srednji vijek zaključuje sljedeće o njoj:
U svojoj je opravdanoj i vrijednoj želji da otvori nove prostore hrvatskoj medievistici, međutim, skliznuo u područje neznanstvenog. U želji da piše o problemima o kojima naši vlastiti izvori šute, upustio se u stvaranje zaključaka na temelju neargumentiranih i neodrživih analogija. Štoviše, nerijetko se poslužio pretpostavkama koje se, zbog toga što nisu utemeljene na izvornoj građi, mogu s pravo označiti kao plod autorove mašte. Iako je granica između rekonstrukcije i konstrukcije prošlosti u radu povjesničara ponekad teško odrediva, jasno je da je Goldstein, slijedeći svoje dobre namjere, zašao duboko onkraj granica znanstveno dopuštenog u sferu fikcije. Druga je značajka ove knjige površnost kojom je autor pristupio radu. Propustio je pažljivo pregledati tekst i tako ukloniti veliki broj faktografskih grešaka, nedosljednosti i nelogičnosti. Napokon, njegov je odnos prema historiografskoj literaturi jednako površan. Dok inozemnu literaturu ne poznaje ili ne citira (osim, pred rijetkih izuzetaka, onih dijela koja su u nas prevedena), domaćom se koristi previše selektivno, zanemarujući neke autore ili važne priloge u potpunosti, vadeći iz drugih samo neke podatke. Osim što se ponekad koristi udžbenicima, izvore rabi u hrvatskim prijevodima. Zašto to radi, kada dobro vlada latinskim, nije jasno. Izvore povrh toga koristi proizvoljno, proglašavajući ih po potrebi falsificiranima ili nepouzdanima, da bi drugom prilikom iz njih crpio podatke koji mu odgovaraju. Svim tim postupcima učinio je knjigu nepouzdanom i zapravo neupotrebljivom.
Jure Krišto o knjizi Holokaust u Zagrebu:
(...) knjiga ne predstavlja pozitivan pomak u historiografiji. Dapače, ona je u bitnome retrogradna, jer ponavlja prosudbe novije hrvatske povijesti iz vremena poslijeratnih ideološki i politički motiviranih masovnih komunističkih ubijanja i osuda katoličkih svećenika i laika koje su kulminirale suđenjem i osudom zagrebačkoga nadbiskupa Alojzija Stepinca. Utoliko ta knjiga ne pridonosi miru i razumijevanju. Bilo bi ipak pogrešno zaključiti da je knjiga Goldsteinovih beskorisna. Treba je koristiti kao i mnoge druge koje su bile napisane u vrijeme komunističke dominacije u historiografiji, tj. preuzeti dokumente, a odbaciti interpretaciju. 

### Kao diplomat
Njegov veleposlanički mandat u Parizu bio je popraćen općim zgražanjem. Prigovoreno mu je diletantsko baratanje francuskim jezikom i odsutnost diplomatskih kompetencija i vještina čime je diplomatski osramotio Hrvatsku te držanje uokvirene fotografije Josipa Broza Tita u sobi za prijem hrvatskog veleposlanstva.

## Odlikovanja
- 2007. Red Danice hrvatske s likom Ruđera Boškovića

## Vanjske poveznice
Mrežna mjesta
- Ivo Goldstein, Srpsko-hrvatsko pomirenje u historiografiji - pretpostavka ili posljedica političkog pomirenja? (1999.), Hrčak
- Ivo Goldstein, Hrvatska povijest između Istoka i Zapada, (1994.), Hrčak
- Ivo Goldstein, O etnogenezi Hrvata u ranom srednjem vijeku, (1989.), Hrčak